# 廣安白塔
廣安白塔位於四川省广安市广安区，文物遺址年代判定為宋。1980年7月7日列為四川省重新確定公布的第一批省級文物保護單位。2013年3月5日公佈為第七批全國重點文物保護單位。